# イイダ靴下
イイダ靴下株式会社（イイダくつした、英:Iida Hosiery Co., Ltd.）は、佐賀県杵島郡江北町に本社を置く、靴下の企画・製造・販売を主力とする日本の靴下メーカーである。

## 概要
1919年に創業。1948年に奈良県御所町（現・御所市）で株式会社として設立される。
靴下・タイツ・スパッツ・サポーター・インナーを製造・販売している。
地元・佐賀のスポーツチーム サガン鳥栖、佐賀バルーナーズのオフィシャルスポンサーである。

## ブランド・店舗業態
- Runtage（ランテージ）
- EXANISTA（エクサニスタ）
- ifan（アイファン）
- ふっとらく

## 沿革
- 1919年8月10日 - イイダ靴下創業。
- 1948年10月20日 - イイダ靴下株式会社設立（奈良県御所町）。
- 1964年 - 産炭地振興誘致により九州へ進出、佐賀工場設立。
- 1971年 - 鹿島市に鹿島工場設立。
- 1995年 - 佐賀工場新社屋建設。
- 2006年 - 医療機器製造業許可証取得。
- 2007年 - 直販部門を独立法人アイファン株式会社とする。
- 2012年 - アイファン事業を本社へ統合。